# デヴィッド・ボレアナズ
デヴィッド・ボレアナズ（David Boreanaz, 1969年5月16日 - ）は、アメリカ合衆国ニューヨーク州バッファロー出身の俳優、ディレクター、プロデューサー。

## 略歴
高校卒業後イサカ・カレッジで演技を学ぶ。

父は俳優でフィラデルフィアの天気予報キャスターもつとめていたDave Roberts。
1997年から人気シリーズ・『バフィー 〜恋する十字架〜』にエンジェル役で出演しブレイク、スピンオフ作品・『エンジェル』でも人気を博した。
1999年、米国People誌の「最も美しい50人」に選ばれる。

サターン賞 主演男優賞受賞（2000、2003、2004年）

### 私生活
1997年にイングリッド・クインと結婚するが1999年に離婚。2001年11月24日に現夫人である女優ジェイミー・バーグマンと結婚した。『エンジェル』の1エピソード・「Time Bomb」でも共演。子供は2人、1男（ジェイデン・レイン・ボレアナズ）1女（バルドー・ヴィタ・ボレアナズ）。

## 出演作品
- バフィー 〜恋する十字架〜 Buffy the Vampire Slayer（1997年 - 2003年） テレビシリーズ
- エンジェル Angel（1999年 - 2004年） テレビシリーズ
- バレンタイン Valentine（2001年）
- キングダムハーツ ファイナルミックス KINGDOM HEARTS FINAL MIX（2002年） ゲーム スコール・レオンハート（声の出演）
- クロウ/真・飛翔伝説 The Crow: Wicked Prayer（2005年）
- BONES Bones（2005年 - 2017年） テレビシリーズ
- Mr. Fix It（2006年）
- The Hard Easy（2006年）
- オフィサー・ダウン OFFICER DOWN（2013年）
- Full Circle（2013年） テレビシリーズ
- スリーピー・ホロウ Sleepy Hollow（2015年）第3シーズン5話　テレビシリーズ
- SEAL Team/シール・チーム SEAL Team（2017年） テレビシリーズ